# Florin Mergea
Florin Mergea (ur. 26 stycznia 1985 w Krajowej) – rumuński tenisista, reprezentant w Pucharze Davisa, srebrny medalista igrzysk olimpijskich w Rio de Janeiro (2016) w grze podwójnej.

## Kariera tenisowa
Grając jeszcze jako junior Mergea odniósł zwycięstwo w grze pojedynczej Wimbledonu w 2003 roku. Spotkanie finałowe wygrał w Chrisem Guccionem. Turniej zakończył się również triumfem Rumuna w grze podwójnej, gdzie razem z Horią Tecău pokonali w pojedynku o tytuł debel Adam Feeney–Chris Guccione. Także edycja rozgrywek z 2002 roku w konkurencji gry podwójnej zakończyła się zwycięstwem pary z Rumunii, która zakończyła wygrała mecz finałowy z Brianem Bakerem i Rajeevem Ramem. Ponadto Mergea i Tecău byli w finale Australian Open w 2002 i 2003 roku. Podczas zawodów z 2002 finał oddali walkowerem parze Ryan Henry–Todd Reid, natomiast rok później przegrali ze Scottem Oudsemą i Phillipem Simmondsem. W 2003 roku Mergea był również uczestnikiem finału singla Australian Open, gdzie poniósł porażkę z Markosem Pagdatiem. W klasyfikacji juniorów najwyżej był na drugiej pozycji w lipcu 2003 roku, z kolei w rankingu deblowym w grudniu 2002 roku był liderem.
Zawodowy tenisista w latach 2003–2021.
W październiku 2013 roku, po 10 latach od rozpoczęcia kariery, Mergea wygrał zawody rangi ATP Tour, w grze podwójnej w Wiedniu. Łącznie ma w swoim dorobku 7 tytułów w deblu z 15 osiągniętych finałów, w tym finały ATP World Tour Finals (2015) i igrzysk olimpijskich w Rio de Janeiro (2016).
W latach 2003–2019 reprezentował Rumunię w Pucharze Davisa, rozgrywając łącznie 20 meczów, z których 13 wygrał.
Najwyżej sklasyfikowany w rankingu singlistów był na 243. miejscu, a zastawieniu gry podwójnej na 7. pozycji.

### Finały w turniejach ATP World Tour
| Legenda                                      |
| -------------------------------------------- |
| Wielki Szlem                                 |
| Igrzyska olimpijskie                         |
| Tennis Masters Cup / ATP Finals              |
| ATP Masters Series / ATP Tour Masters 1000   |
| ATP International Series Gold / ATP Tour 500 |
| ATP International Series / ATP Tour 250      |

#### Gra podwójna (7–8)
| Końcowy wynik | Nr | Data                 | Turniej        | Nawierzchnia  | Partner              | Przeciwnicy                       | Wynik finału      |
| ------------- | -- | -------------------- | -------------- | ------------- | -------------------- | --------------------------------- | ----------------- |
| Zwycięzca     | 1. | 20 października 2013 | Wiedeń         | Twarda (hala) | Lukáš Rosol          | Julian Knowle Daniel Nestor       | 7:5, 6:4          |
| Zwycięzca     | 2. | 8 lutego 2014        | Viña del Mar   | Ceglana       | Oliver Marach        | Juan Sebastián Cabal Robert Farah | 6:3, 6:4          |
| Zwycięzca     | 3. | 20 lipca 2014        | Hamburg        | Ceglana       | Marin Draganja       | Alexander Peya Bruno Soares       | 6:4, 7:5          |
| Finalista     | 1. | 17 stycznia 2015     | Auckland       | Twarda        | Dominic Inglot       | Raven Klaasen Leander Paes        | 6:7(1), 4:6       |
| Finalista     | 2. | 8 lutego 2015        | Montpellier    | Twarda (hala) | Dominic Inglot       | Marcus Daniell Artem Sitak        | 6:3, 4:6, 14–16   |
| Finalista     | 3. | 11 kwietnia 2015     | Casablanca     | Ceglana       | Rohan Bopanna        | Rameez Junaid Adil Shamasdin      | 6:3, 2:6, 7–10    |
| Zwycięzca     | 4. | 10 maja 2015         | Madryt         | Ceglana       | Rohan Bopanna        | Marcin Matkowski Nenad Zimonjić   | 6:2, 6:7(5), 11–9 |
| Zwycięzca     | 5. | 14 czerwca 2015      | Stuttgart      | Trawiasta     | Rohan Bopanna        | Alexander Peya Bruno Soares       | 5:7, 6:2, 10–7    |
| Finalista     | 4. | 21 czerwca 2015      | Halle          | Trawiasta     | Rohan Bopanna        | Raven Klaasen Rajeev Ram          | 6:7(5), 2:6       |
| Finalista     | 5. | 22 listopada 2015    | Londyn         | Twarda (hala) | Rohan Bopanna        | Jean-Julien Rojer Horia Tecău     | 4:6, 3:6          |
| Finalista     | 6. | 16 stycznia 2016     | Sydney         | Twarda        | Rohan Bopanna        | Jamie Murray Bruno Soares         | 3:6, 6:7(6)       |
| Zwycięzca     | 6. | 25 kwietnia 2016     | Bukareszt      | Ceglana       | Horia Tecău          | Chris Guccione André Sá           | 7:5, 6:4          |
| Finalista     | 7. | 8 maja 2016          | Madryt         | Ceglana       | Rohan Bopanna        | Jean-Julien Rojer Horia Tecău     | 4:6, 6:7(5)       |
| Finalista     | 8. | 12 sierpnia 2016     | Rio de Janeiro | Twarda        | Horia Tecău          | Marc López Rafael Nadal           | 2:6, 6:3, 4:6     |
| Zwycięzca     | 7. | 30 kwietnia 2017     | Barcelona      | Ceglana       | Aisam-ul-Haq Qureshi | Philipp Petzschner Alexander Peya | 6:4, 6:3          |

### Osiągnięcia w turniejach Wielkiego Szlema (gra podwójna)
| Turniej         | 2008         | 2013         | 2014         | 2015         | 2016         | 2017         | 2018         | Wygrane turnieje | Bilans w turnieju |
| Wielki Szlem    | Wielki Szlem | Wielki Szlem | Wielki Szlem | Wielki Szlem | Wielki Szlem | Wielki Szlem | Wielki Szlem | Wielki Szlem     | Wielki Szlem      |
| --------------- | ------------ | ------------ | ------------ | ------------ | ------------ | ------------ | ------------ | ---------------- | ----------------- |
| Australian Open | –            | –            | 2R           | QF           | 3R           | 3R           | 1R           | 0 / 5            | 8–5               |
| French Open     | 2R           | 2R           | SF           | 3R           | QF           | 1R           | –            | 0 / 6            | 11–6              |
| Wimbledon       | –            | 1R           | 1R           | SF           | 3R           | 3R           | –            | 0 / 5            | 8–5               |
| US Open         | –            | 1R           | 2R           | QF           | –            | –            | –            | 0 / 3            | 4–3               |
| Bilans spotkań  | 1–1          | 1–3          | 6–4          | 12–4         | 7–3          | 4–3          | 0–1          | N/A              | 31–19             |